# NBA Live 98
NBA Live 98 es un videojuego de baloncesto basado en la National Basketball Association y la cuarta entrega de la serie NBA Live. La portada presenta a Tim Hardaway del Miami Heat. El juego fue desarrollado por EA Sports y lanzado el 31 de octubre de 1997 para PC, el 30 de noviembre de 1997 para PlayStation y el 31 de diciembre de 1997 para Sega Saturn. Fue la versión final de NBA Live lanzada para Super NES, Genesis y Sega Saturn.
El juego introdujo varias innovaciones en la serie, incluida la característica ahora estándar de pasar a cualquier compañero de equipo con solo presionar un botón. El juego también hizo varias mejoras gráficas, con nuevos modelos de jugadores y caras modeladas a partir de fotografías reales de jugadores. La versión para PC introdujo soporte para aceleración 3D, utilizando la API Glide de 3dfx. Las versiones de PlayStation, PC y Saturn tienen a Ernie Johnson como locutor de estudio y al analista de color de TNT / TBS, Verne Lundquist, haciendo comentarios jugada por jugada. Sin embargo, la versión de Saturn no incluye comentarios jugada por jugada. NBA Live 98 es seguido por NBA Live 99.

## Gameplay
El juego cuenta con las plantillas de la temporada de la NBA 1997–98. Las nuevas características incluyen el sistema "Control total", que permite a los jugadores elegir entre un mate o una bandeja o un pase a cualquier compañero con solo presionar un botón. Los movimientos de jugador "ajustados" permiten a los jugadores girar, cruzar, retroceder, hacer fintas de pelota y más cuando se le ordena. El bloqueo de jugador permite a los usuarios controlar siempre a un jugador específico en la cancha.
Aunque jugó durante la temporada 1997–98, la superestrella de los Chicago Bulls Michael Jordan no aparece en el juego. Esto se debió a que Jordan no formaba parte de la asociación National Basketball Players Association y en ese momento el costo de licenciar su nombre y sus características individuales para los videojuegos era aproximadamente de 15 millones de dólares al año, más allá del presupuesto total de la mayoría de los videojuegos. Fue sustituido por un "Roster Player" ficticio en la alineación de los Bulls. Sin embargo, Charles Barkley hizo su primera aparición en Live 98 como miembro de los Houston Rockets.
La captura de movimiento del juego fue realizada por los jugadores de la NBA Tim Hardaway, Mitch Richmond, Larry Johnson, Joe Dumars y Christian Laettner.

### Características
Se introdujeron varios modos nuevos. Un nuevo modo GM permite a los jugadores elegir franquicias, seleccionar jugadores y jugar temporadas personalizadas. El juego también presenta el tiro de tres puntos, que se puede jugar en pantalla completa o dividida. Hay cuatro niveles de dificultad disponibles, incluido un nuevo nivel de dificultad Superstar, junto con una IA mejorada con jugadores más inteligentes y estadísticas más precisas.
Con la introducción de jugadores, canchas y camisetas en 3D, surgió la oportunidad de parchear y actualizar estos aspectos del juego. Los programas como EA Graphics Editor permitieron a los patchers actualizar casi todos los aspectos visuales del juego con facilidad. Este juego mejoró enormemente a sus predecesores y vendió más copias que cualquier otro antes.

## Recepción
El lanzamiento original del juego para PlayStation recibió críticas abrumadoramente positivas. Los críticos elogiaron los gráficos detallados del reproductor, las nuevas animaciones, la interfaz, la música e incluso las secuencias de video en movimiento completo. GamePro comentó: "Lo que hace que Live '98 sea tan agradable de jugar es su fantástica mezcla de realismo de la NBA y acción arcade salvaje". GameSpot lo evaluó como una mejora general con respecto a NBA Live 97.
Los críticos elogiaron particularmente la cantidad de nuevas características de juego en NBA Live 98, como el concurso de triples, la función de equipo personalizado, el pase asistido por iconos y las fintas directas, todas obteniendo una mención especial. Tuvo algunas críticas, pero hicieron poco para afectar a la recomendación general de la crítica. Por ejemplo, Jay Boor de IGN encontró que los mates o volcadas no eran tan espectaculares como deberían ser, pero aun así concluyó que NBA Live 98 fue el mejor juego de baloncesto del mercado en su año de lanzamiento. Sushi-X escribió en Electronic Gaming Monthly que la A.I. lo convierte en "el juego de baloncesto más fácil que he jugado". Sin embargo, sus tres co-revisores fueron más elogiosos, con Kraig Kujawa resumiendo, "NBA Live 97 fue sin duda el mejor juego de baloncesto el año pasado, y ahora Live 98 lo ha vuelto a hacer".
Al igual que con NBA Live 97, los críticos informaron que el puerto de Saturn tiene texturas de resolución mucho más bajas y una velocidad de fotogramas más desigual que la versión de PlayStation, hasta el punto en que la acción a veces es difícil de seguir. Los críticos también encontraron que la ausencia de comentarios jugada por jugada en Saturn era una deficiencia grave. Kraig Kujawa y John Ricciardi de Electronic Gaming Monthly, quienes le dieron a la versión de PlayStation un 9/10, le dieron a la versión de Saturn un 5.5 / 10 y 6/10 respectivamente, con Kujawa comentando: "Obviamente, este fue un puerto rápido y fácil al cuál se le prestó muy poca atención ... EA podría y debería haber hecho un mejor trabajo". GameSpot y Sega Saturn Magazine, si bien señalaron que el puerto de Saturn conserva muchos aspectos fuertes del original de PlayStation, juzgaron que se compara desfavorablemente con NBA Action 98, otro juego de baloncesto de Saturn que se lanzó al mismo tiempo. Gary Cutlack de Sega Saturn Magazine resumió: "Live '98 no es tan malo, simplemente es una lástima para EA que Sega esté lanzando su mejor juego de la NBA al mismo tiempo".
NBA Live 98 fue finalista en el premio "Juego deportivo del año" de Computer Gaming World 1997, que finalmente fue para Baseball Mogul y CART Precision Racing (empate). Los editores llamaron a NBA Live 98 "la última y mejor [...] serie de EA orientada a la acción".